# Akcja „Wisła”
Akcja „Wisła”, operacja „Wisła” (ukr. Операція «Вісла», w języku polskich Ukraińców zwykle Акція «Вісла») – akcja pacyfikacyjna o charakterze polityczno-wojskowym przeprowadzona w latach 1947–1950 przez struktury państwowe Polski Ludowej przeciwko Ukraińskiej Powstańczej Armii i Organizacji Ukraińskich Nacjonalistów działającym na terytorium państwowym RP, w celu odcięcia walczących oddziałów UPA od naturalnego zaplecza i masowej deportacji, czystki etnicznej, która polegała na wysiedleniu całych wsi i osad oraz rozproszeniu ludności cywilnej z terenów Polski południowo-wschodniej (obszary na wschód od Rzeszowa i Lublina), głównie na Ziemie Zachodnie, która objęła Ukraińców, Bojków, Dolinian i Łemków oraz mieszane rodziny polsko-ukraińskie. Akcja przeprowadzona została przez ludowe Wojsko Polskie, Korpus Bezpieczeństwa Wewnętrznego i inne struktury Ministerstwa Bezpieczeństwa Publicznego oraz agendy cywilne (Państwowy Urząd Repatriacyjny).
Formalną decyzję o akcji „Wisła” podjęło Biuro Polityczne KC PPR 29 marca 1947. Przyjmuje się, że akcja trwała od 28 kwietnia do końca lipca 1947, chociaż ostatnie wysiedlenia miały miejsce w roku 1950. Szacuje się, iż w wyniku akcji wojskowej rozbito siły UPA w liczbie 1500 ludzi (17 sotni), oraz uwięziono 2900 aktywnych lub domniemanych członków OUN (np. w obozie pracy w Jaworznie), a wysiedlenia objęły ponad 140 tysięcy osób cywilnych. Pierwotnym kryptonimem tej akcji był „Wschód”, zmieniony później na „Wisła”. Według Ryszarda Torzeckiego decyzja o przeprowadzeniu akcji „Wisła” zapadła najprawdopodobniej w Moskwie, dopiero później zostały przyjęte decyzje Biura Politycznego KC PPR (w marcu 1947) i Państwowej Komisji Bezpieczeństwa RP (12 kwietnia 1947). Analogiczną opinię wyraża Grzegorz Motyka. W październiku 1947 władze ZSRR przeprowadziły równolegle Akcję „Z” (Zachód), w wyniku której z terenu Ukraińskiej Socjalistycznej Republiki Radzieckiej MGB deportowało na wschód ponad 76 tysięcy Ukraińców, oskarżonych o sprzyjanie UPA.
Akcja „Wisła” została przeprowadzona po zakończonym przymusowym wysiedleniu do ZSRR ludności ukraińskiej w latach 1944–1946, które nie objęło całej ludności ukraińskiej. Do dziś budzi ona kontrowersje i jest różnie interpretowana przez historyków. Tomasz Stryjek uważa, że jej głównym zadaniem było nie tyle zniszczenie UPA (wskazując m.in. na fakt, iż objęła ona również obszary, gdzie UPA w ogóle nie działała), ale czystka etniczna wymierzona przeciwko niepolskiej ludności zamieszkującej tereny Polski południowo-wschodniej i określa ją mianem czystki etnicznej przeprowadzonej samodzielnie przez władze komunistyczne Polski, autonomicznie wobec Moskwy. Czesław Partacz uznaje ją za zbrodnię komunistyczną. Prof. Grzegorz Motyka nazywa akcję „Wisła” etnobójstwem. 

## Przyczyny
Pod koniec II wojny światowej walki pomiędzy UPA a jednostkami ludowego Wojska Polskiego oraz polskiego podziemia niepodległościowego (AK, NSZ), jako konsekwencje rzezi wołyńskiej na terenie południowo-wschodniej Polski, nie ustały, a nawet się nasiliły.

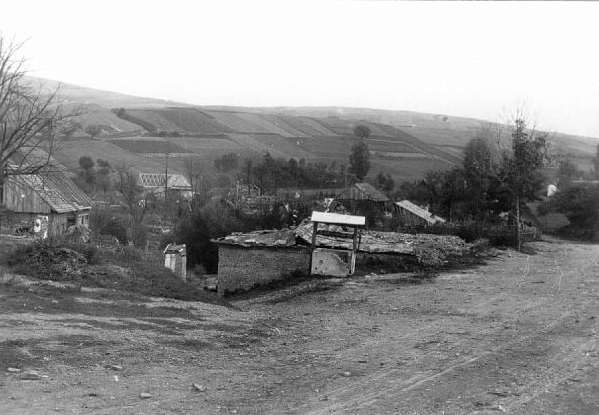
Nagórzany całkowicie spalone przez UPA w nocy z 5 na 6 kwietnia 1946

Przyczyną intensyfikacji walk była z jednej strony chęć oderwania tego terenu od Polski i utworzenia niepodległego państwa ukraińskiego po oczekiwanym konflikcie zbrojnym państw zachodnich z ZSRR, z drugiej zaś strony repatriacja ludności ukraińskiej do ZSRR. UPA za wszelką cenę chciała zapobiec wysiedleniu ludności ukraińskiej. Atakowała więc m.in. siedziby komisji przesiedleńczych, stacje kolejowe, mosty, wiadukty, tory, linie telefoniczne. Jednocześnie palono już wysiedlone wsie, aby zapobiec osiedlaniu się polskich osadników. UPA paliła i terroryzowała również wioski i miasta, w których mieszkała ludność polska.
Roszczenia do Chełma, Hrubieszowa, Przemyśla i Lubaczowa oraz do pozostałych ziem zgłaszali wiosną 1944 roku również czołowi przedstawiciele władz USRR, w tym Nikita Chruszczow oraz Ołeksandr Kornijczuk.
Władze polskie twierdziły, że wysiedlenie ludności ukraińskiej ma służyć zwalczeniu partyzantki ukraińskiej, oraz że ludność ukraińska stanowiła dla OUN-UPA bazę zaopatrzenia i schronienia, a przede wszystkim zaplecze werbunkowe. Określenie rzeczywistego charakteru współpracy tej części ludności ukraińskiej, która popierała OUN i UPA, jest problematyczne, gdyż OUN prowadziła z pomocą bezwzględnej służby bezpieczeństwa OUN politykę terroru wobec tych Ukraińców, którzy nie akceptowali jej metod prowadzenia walki. Ocenę tę utrudnia ponadto fakt, iż UPA stosowała także przymusowe wcielanie ludności ukraińskiej do swoich szeregów.
Sukces działań w tym zakresie, chociaż rozbito ok. 80% sił UPA, był tylko połowiczny, ponieważ część oddziałów UPA przedarła się do Niemiec (na przykład sotnia „Hromenki” i „Brodycza”), inni powrócili na Ukrainę (część sotni „Stacha”, „Chrina” i „Bira”). Akcja ta w zamierzeniach służyła przede wszystkim likwidacji problemu ukraińskiego na terenie Polski przez rozproszenie ludności ukraińskiej, w celu jej późniejszej asymilacji (polonizacji).

## Przygotowania do akcji

### Śmierć gen. Świerczewskiego – Waltera
Bezpośrednim pretekstem do rozpoczęcia akcji była śmierć generała Karola Świerczewskiego w dniu 28 marca 1947 roku, podczas gdy sama akcja została zaplanowana już kilka miesięcy wcześniej. Generał zginął w zasadzce UPA w miejscowości Jabłonki koło Baligrodu w Bieszczadach, gdy udawał się na inspekcję posterunku wojskowego w Cisnej. Wersja o śmierci generała w wyniku trafienia pociskiem z broni palnej podawana jest w wątpliwość przez niektórych historyków. Wskazują oni na istnienie otworu powstałego od ostrego narzędzia w tylnej części munduru gen. Świerczewskiego (znajdującego się w Muzeum Wojska Polskiego w Warszawie), co sugeruje, że mógł on zginąć nie od strzału z broni palnej napastników, lecz od ciosu zadanego nożem w plecy przez siedzącego na tylnym siedzeniu samochodu członka własnej ochrony. Od dnia śmierci Świerczewskiego rozpoczęły się zdecydowane działania strony polskiej, mające doprowadzić do ustania walk w tym rejonie kraju. Być może obecność gen. Świerczewskiego w Bieszczadach miała służyć ostatecznej likwidacji działających na tym terenie oddziałów UPA, terroryzujących miejscową ludność polską, ale i wspieranych przez Ukraińców, a jego śmierć miała być pretekstem do stanowczych działań, mających przywrócić względny pokój w tym rejonie Polski. Po tym wydarzeniu władze polskie w ciągu kilkunastu godzin podjęły decyzję o deportacji ludności niepolskiej (ukraińskiej, ale też rusińskiej – Łemków i Bojków) z terenów całej południowo-wschodniej Polski. Pozbawienie zaplecza (głównie żywnościowego, ale być może i militarnego) oddziałów UPA i zdecydowane działania dużych związków taktycznych Wojska Polskiego doprowadziło w ostateczności do ustania walk zbrojnych na wysiedlonych terenach.

### Przygotowania rządu
Jesienią 1946 roku, już po zakończeniu wysiedleń ludności ukraińskiej do USRR, w granicach Polski pozostawało ponad 140 tys. osób narodowości ukraińskiej należącej głównie do Kościoła greckokatolickiego jak i do Kościoła prawosławnego. Ponieważ strona radziecka nie wyraziła zgody na przedłużenie akcji przesiedleńczej, w kręgach wojskowych zaczął kształtować się pomysł wysiedlenia ludności ukraińskiej na ziemie zachodnie i północne. W styczniu 1947 roku jednostki Wojska Polskiego stacjonujące w południowo-wschodniej Polsce otrzymały rozkaz sporządzenia wykazów rodzin ukraińskich, które nie zostały przesiedlone w latach 1944–1946. W lutym zastępca szefa Sztabu Generalnego gen. Stefan Mossor zaproponował plan przesiedlenia Ukraińców na Ziemie Odzyskane, jemu też powierzono dowództwo akcji.
Aby nikt nie przedostał się na teren sąsiednich krajów, minister obrony narodowej marszałek Michał Rola-Żymierski zwrócił się 15 kwietnia 1947 roku do ministrów obrony narodowej Republiki Czechosłowacji i ZSRR z prośbą o szczelną blokadę granicy z Polską.
24 kwietnia uchwałę w sprawie Akcji „Wisła” podjęło Prezydium Rady Ministrów RP, a marsz. Michał Rola-Żymierski wręczył gen. Mossorowi nominację na pełnomocnika rządu ds. akcji przesiedlenia ludności ukraińskiej. Zastępcami Mossora mianowano: wiceministra bezpieczeństwa publicznego Grzegorza Korczyńskiego (ds. bezpieczeństwa), płk Juliusza Hibnera (ds. KBW) oraz ppłk Bolesława Sidzińskiego (ds. polityczno-wychowawczych).
Niektórzy historycy (na przykład Ryszard Torzecki z IH PAN) twierdzą, że decyzja o przeprowadzeniu Akcji „Wisła” zapadła w Moskwie w połowie lutego, po przygotowaniu planu operacji przez ludowego sekretarza spraw wewnętrznych USRR gen. Siergieja Sawczenkę i zaaprobowaniu przez Ławrentija Berię i Georgija Malenkowa. Dopiero później zostały przyjęte decyzje Biura Politycznego KC PPR (w marcu 1947) i Państwowej Komisji Bezpieczeństwa RP (12 kwietnia 1947).

### Siły UPA

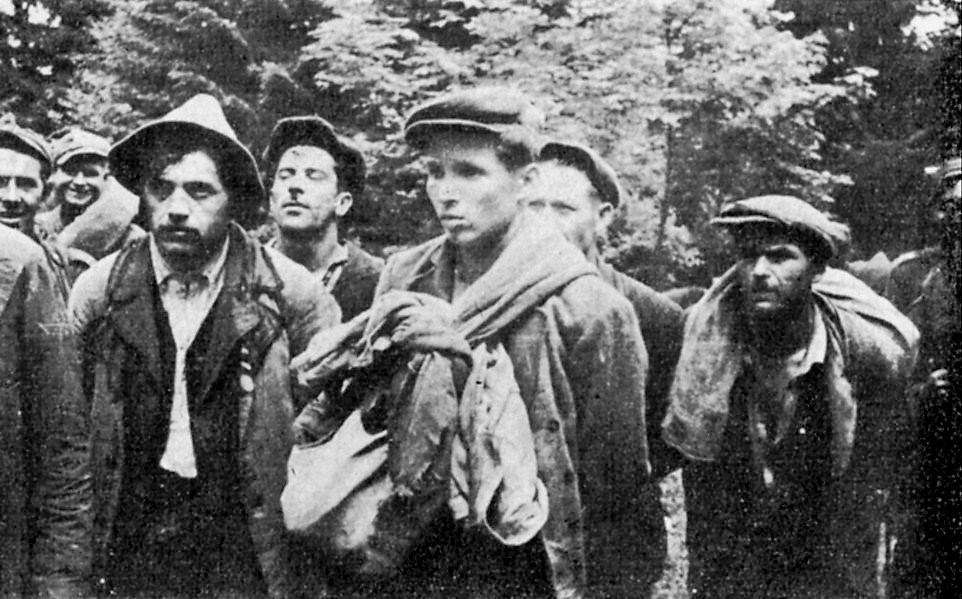
Członkowie sotni „Bira” ujęci przez żołnierzy Ludowego Wojska Polskiego w rejonie Zatwarnicy. Jesień 1946

Wedle szacunków z dokumentów dowództwa GO „Wisła”, Ukraińska Powstańcza Armia dysponowała na dzień 1 kwietnia 1947 siłami zbrojnymi w liczbie 2402 ludzi, łącznie z obsadą terenową w liczbie 720 ludzi. Dysponujących bronią i aktywnych w walce członków UPA oszacowano na 1772 ludzi, rozkład sił na poszczególne oddziały wyglądał następująco:
- Sztab UPA w „Zakierzońskim Kraju” – 25 ludzi;
- Okręg nr 1 – sztab (37 ludzi), obsada personalna rejonów (249 ludzi), oddziały zbrojne: sotnia „Burłaki” (120), sotnia „Łastiwki” (91), sotnia „Hromenki” (121), sotnia „Kryłacza” (81), sotnia „Stacha” (61), sotnia „Bira” (90), sotnia „Chrina” (121), sotnia „Romana” (121);
- Okręg nr 2 – sztab (27 ludzi), obsada personalna rejonów (471), oddziały zbrojne: sotnia „Kruka” (71), sotnia „Kalinowicza” (100), sotnia „Tucza” (90), sotnia „Szuma” (101), sotnia „Bryla” (60), sotnia „Sahajdaczyn” (61), sotnia „Jara” (41), sotnia „Czausa” (51), sotnia „Dudy” (40), sotnia „Kryłaty” (41), sotnia „Dawida” (71).

Po trzech miesiącach działania GO „Wisła”, siły zbrojne UPA zmniejszyły się z 2402 ludzi do 563 ludzi.

### Grupa Operacyjna „Wisła”

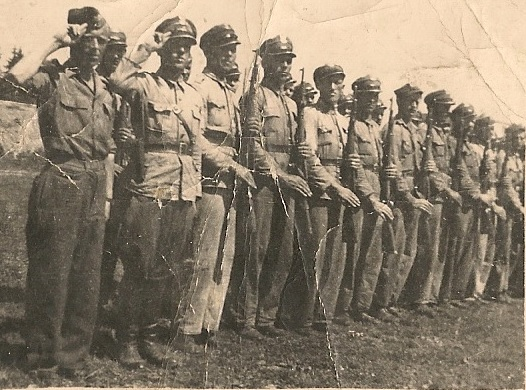
Oddział Milicji Obywatelskiej, ustawiony do przeglądu. Pogórze Dynowskie 1946 rok w czasie walk z UPA.

Do przeprowadzenia akcji przeznaczono cztery dywizje piechoty (6, 7, 8, 9 DP), jedną dywizję Korpusu Bezpieczeństwa Wewnętrznego oraz trzy dodatkowe pułki (piechoty, samochodowy i saperski – 5 Mazurski Pułk Saperów – Szczecin). Akcję wspierała dodatkowo 3 DP. Łącznie dało to ponad 20 tysięcy żołnierzy. Oprócz tego wspomagać akcję miały oddziały Wojsk Ochrony Pogranicza, Milicji Obywatelskiej, Ochotniczej Rezerwy Milicji Obywatelskiej i Ministerstwa Bezpieczeństwa Publicznego.

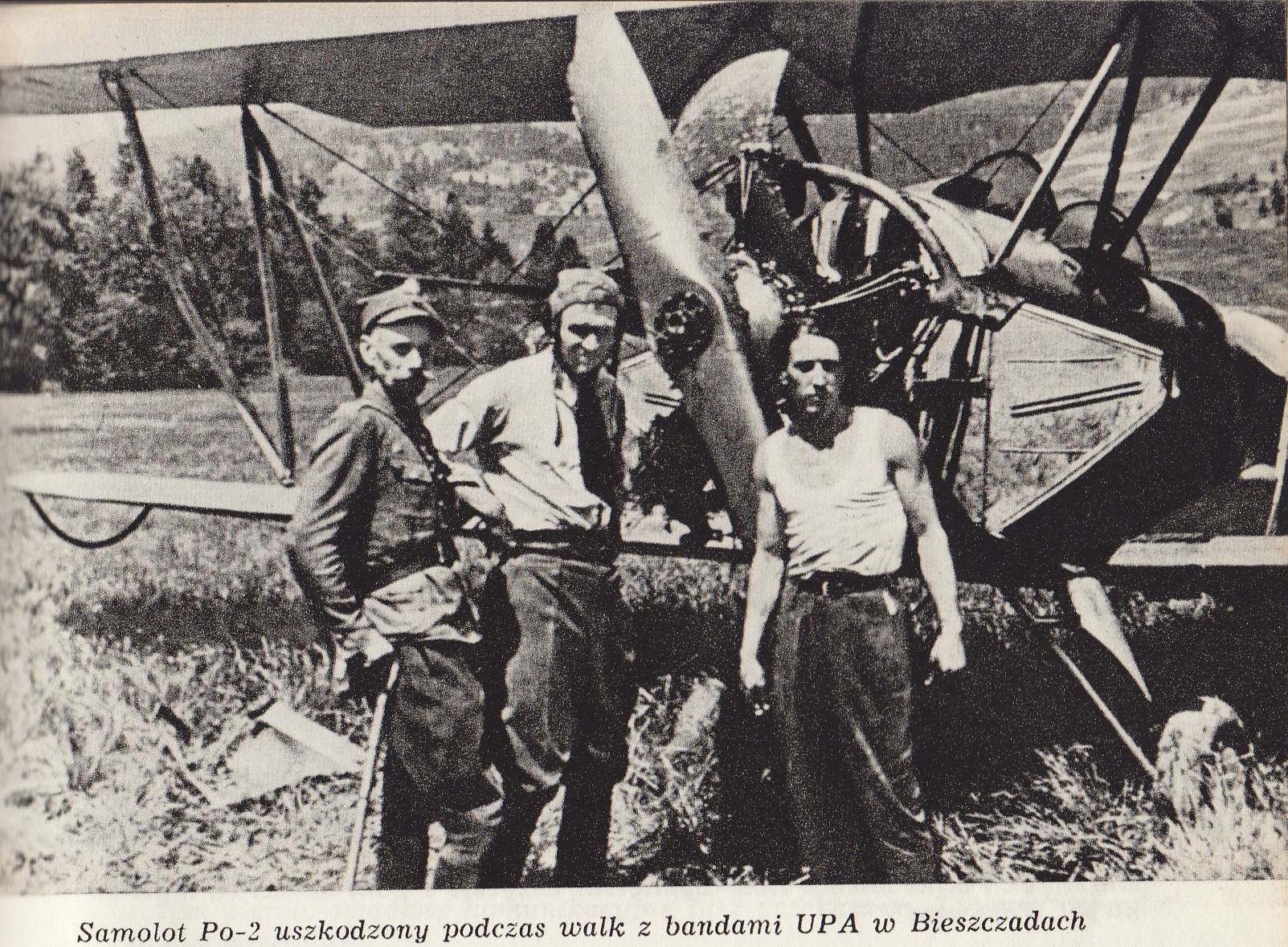
Polski Po-2, uszkodzony podczas walk z UPA w Bieszczadach

Władze ZSRR wyznaczyły do akcji po swej stronie jedną dywizję pancerną, specjalne oddziały antypartyzanckie oraz oddziały Wojsk Pogranicznych NKWD do blokowania granicy.
Czechosłowacy utworzyli specjalną grupę operacyjną oraz oddali do polskiej dyspozycji środki transportu do pomocy w przegrupowaniu polskich wojsk.
Oczywiste jest, że w rzeczywistości akcja „Wisła” była dużo wcześniej przygotowaną operacją rozproszenia pozostałej na ziemiach polskich mniejszości ukraińskiej, oskarżanej o stanowienie zaplecza dla działań takich organizacji jak UPA i OUN. Akcja dotknęła mieszkańców południowo-wschodniej Polski, w tym również Polaków z małżeństw mieszanych, oraz inne mniejszości rusińskie – stanowiące większość mieszkańców wielu miejscowości. Akcja „Wisła”, przeprowadzona przez Grupę Operacyjną „Wisła”, dowodzoną przez gen. Stefana Mossora, rozpoczęła się 28 kwietnia 1947 roku o godzinie 4 nad ranem.

### Przygotowywanie list przesiedleńców
Podstawową sprawą było przygotowanie list osób przeznaczonych do wysiedlenia. Początkowo wykazy przygotowywały jednostki wojskowe, wspomagając się informacjami z urzędów gmin, a przede wszystkim z UB. Działania te były utrzymane w tajemnicy.
Gdy akcja przesiedleńcza zaczęła się rozwijać, a jej cele stały się powszechnie znane, obowiązek sporządzania list spoczął na władzach powiatowych. Pierwsza wersja wykazu wędrowała do UB, gdzie była korygowana i uzupełniana, a następnie przekazywana wojsku. Również wojsko miało prawo dokonywania kolejnych poprawek na listach.
Ludność ukraińska próbowała unikać znalezienia się na listach i wysiedlenia na różne sposoby. Zaopatrywano się w fałszywe dokumenty tożsamości, starano się o metryki rzymskokatolickie w celu potwierdzenia polskości, bowiem jednym z głównych kryteriów kwalifikacji do wysiedlenia było wyznanie religijne. Osoby wyznania greckokatolickiego i prawosławnego, niezależnie od faktycznego pochodzenia etnicznego, traktowano jako Rusinów.
Urzędy zasypywano podaniami o zezwolenie na pozostanie w dotychczasowym miejscu zamieszkania, powołując się na wieloletnie zamieszkanie, pozytywny stosunek do polskości, związanie z miejscem, pracą, wiekiem lub złym stanem zdrowia. Przysyłano także petycje z zagranicy od organizacji emigrantów lub prywatnych osób, ujmujące się za krewnymi. Powoływano się na członkostwo w PPR, posiadanie wysokich odznaczeń państwowych, służbę w wojsku polskim lub radzieckim, przedstawiano zaświadczenia lojalności z UB. Wszelkie te działania okazywały się niewystarczające do pozostania na miejscu.

## Przesiedlenia

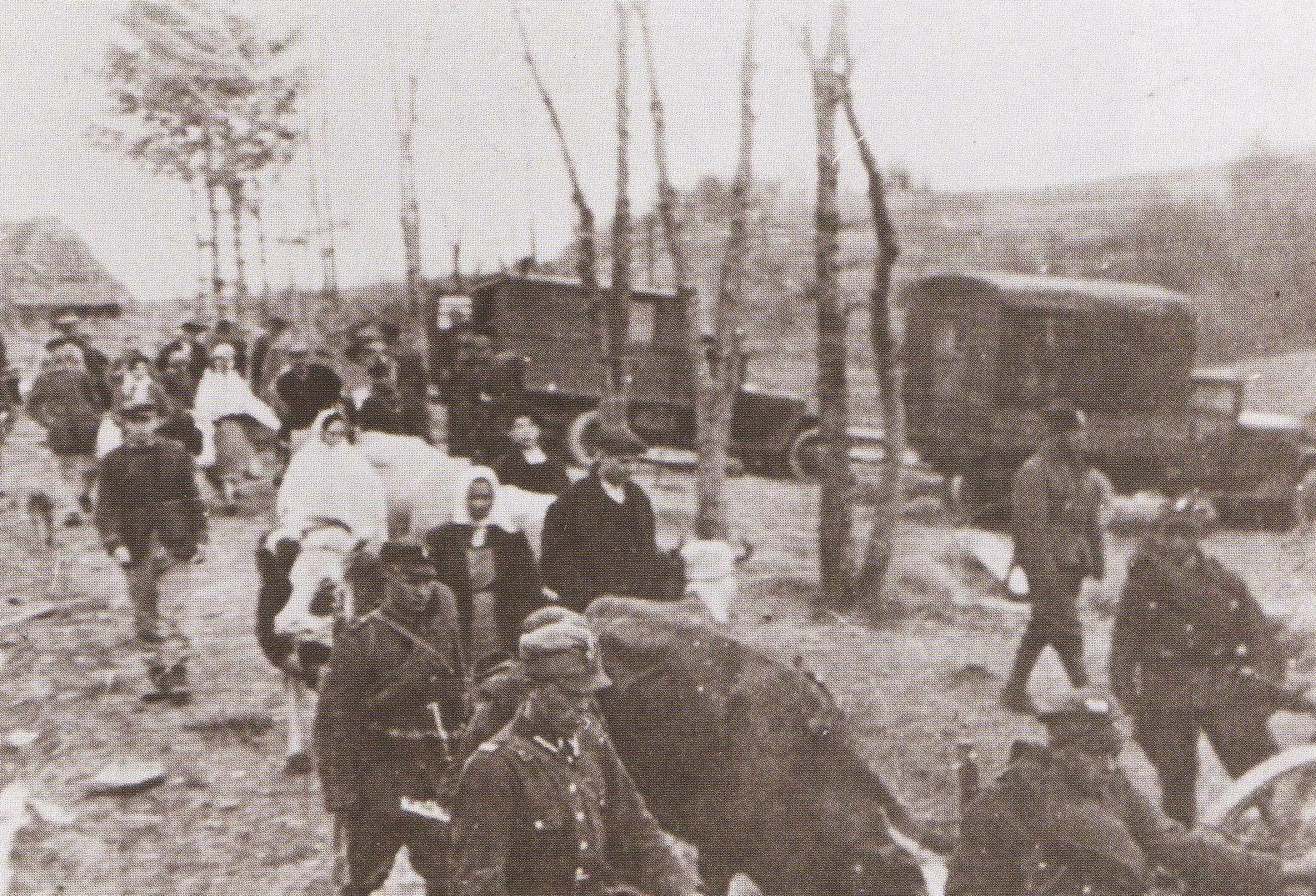
Deportacja Ukraińców w ramach akcji „Wisła”, kwiecień 1947 r.

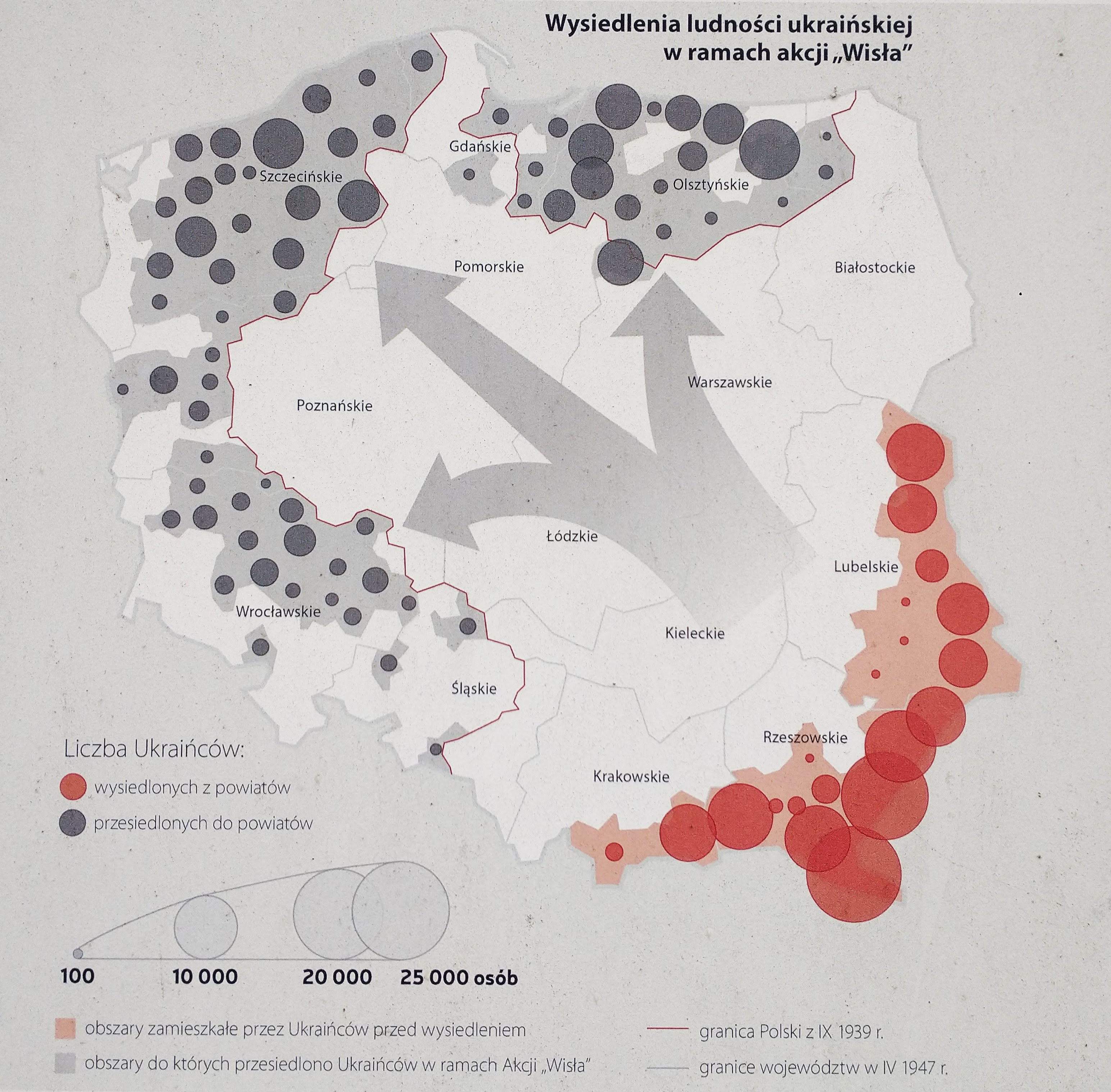
Mapa przesiedleń w ramach operacji

Przesiedlenia objęły około 140 tysięcy osób (86 tys. z województwa rzeszowskiego, 45 tys. z województwa lubelskiego i 10 tys. z województwa krakowskiego) pozostałych po wyjazdach na Ukrainę oraz po wywózkach w głąb ZSRR po podpisaniu umowy o wymianie ludności między Polską a radziecką Ukrainą w latach 1944–1946 a zamieszkujących Polesie, Roztocze, Pogórze Przemyskie, Bieszczady, Beskid Niski, Beskid Sądecki i tzw. Ruś Szlachtowską.
Ostatnie wyjazdy związane z Akcją miały miejsce od stycznia do kwietnia 1950, kiedy to wysiedlono 32 rodziny (mieszkające w pasie przygranicznym) z powiatu nowotarskiego. Akcja „Wisła” oficjalnie zakończyła się uroczystością dekoracji na granicy polsko-czechosłowackiej żołnierzy najbardziej zasłużonych w walkach z nacjonalistami.

### Punkty zborne
Na terenie działania każdego pułku tworzono jeden lub dwa pułkowe punkty zborne. Lokalizowano je uwzględniając odległość od stacji załadowczej, sieć dróg oraz położenie względem wysiedlanych wsi. O świcie wojsko otaczało wieś, aby nie dopuścić do ucieczki ludności do lasu. Gromadzono wszystkich mieszkańców w jednym miejscu i ogłaszano podjęcie akcji wysiedleńczej i jej warunki, czyli „Przepisy porządkowe”:
- Każdy, kto pozostałby we wsi po wysiedleniu, będzie uważany za członka bandy i jako taki traktowany
- Wyraża się zgodę na zabranie tylko żywego inwentarza, podstawowego sprzętu rolniczego, oraz do 25 kg na osobę niezbędnej odzieży, naczyń kuchennych i zapasu żywności na drogę
- Pozostały majątek ruchomy ma być przewieziony w późniejszym czasie i rozdzielony wśród przesiedleńców

Odległość od wsi do punktu zbornego ludność musiała przebyć pieszo lub własnym transportem (ze wsi wyruszano najpóźniej o 11). Była oczywiście eskortowana przez wojsko w celu ochrony przed ewentualnym atakiem UPA, jak również przed ucieczką tych, którzy „mogą w źle rozumianym interesie własnym próbować odłączyć się od transportu, narażając się na niebezpieczeństwo ze strony band”. Niekiedy odległości od punktu zbornego były znaczące – dochodziły do 60–70 km (średnio 30–40 km).
W punktach zbornych przesłuchiwano wszystkich, przydzielając odpowiednią kategorię zagrożenia (od A do C, A – najwyższa). W punktach tych ludność pozostawała aż do skierowania do odpowiedniej stacji załadowczej i podstawienia wagonów (czasem nawet do miesiąca).

#### Pozostawione mienie

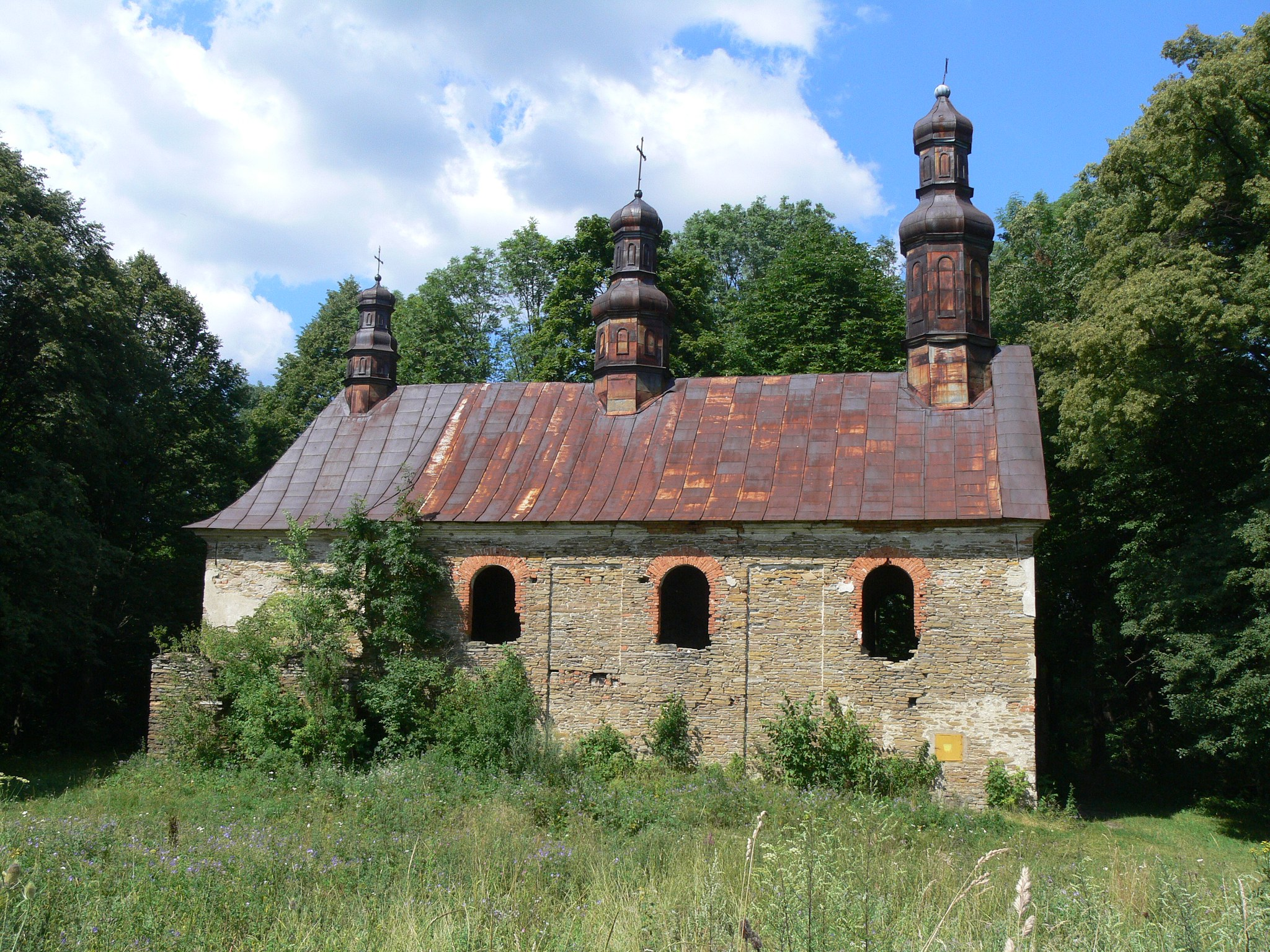
Opuszczona i zniszczona cerkiew greckokatolicka w nieistniejącej już wsi Królik Wołoski

Instrukcja przewidywała 2 godziny na spakowanie się i opuszczenie domów. W tym czasie niemożliwością było spakowanie dorobku swego życia, ograniczeniem były też przepisy, nakazujące zmieszczenie całego dobytku maksymalnie na 2 wozach konnych. Nie pozwalało to na załadowanie większych narzędzi, mebli, zapasów ziemniaków i zboża. Z konieczności zostawiano też część zwierząt hodowlanych.
Pozostawione mienie wykorzystywały wojskowe służby kwatermistrzowskie, wysyłając zapasy pozostawione przez przesiedleńców do aprowizacji jednostek wojskowych w centralnej Polsce. Korzystały z nich również oddziały GO „Wisła”.
Aby zapobiec marnotrawstwu reszty zapasów, władze zatrudniały osoby, transportujące na stację mienie, w zamian za 40% jego ilości. W ten sposób sankcjonowano rozporządzanie cudzą własnością bez zgody prawowitych właścicieli.
Mienie trwałe miało być zabezpieczone przy pomocy LWP i przekazane lokalnym władzom, a następnie komitetom osiedleńczym lub Samopomocy Chłopskiej. Zgodnie z ustaleniami wojsko i administracja lokalna miały jednocześnie przystępować do zabezpieczania mienia, ale administrację powiadamiano niezbyt często. Skutkowało to ogałacaniem gospodarstw przez pozostałą ludność polską, tak że przybyła komisja inwentaryzacyjna nie miała czego spisywać. Liczne były przypadki rozdzielania mienia pomiędzy ludność polską oraz dowódców oddziałów wojskowych operujących w terenie.
Kwestię nieruchomości stanowiących własność wysiedlanej ludności – osób fizycznych – uregulował dekret z dnia 27 lipca 1949 o przejęciu na własność Państwa nie pozostających w faktycznym władaniu właścicieli nieruchomości ziemskich, położonych w niektórych powiatach województwa białostockiego, lubelskiego, rzeszowskiego i krakowskiego (Dz.U.1949.46.339) Art. 1 ust. 1 tego dekretu brzmiał: Mogą być przejmowane na własność Państwa w całości lub w części nieruchomości ziemskie położone w województwach: białostockim, lubelskim; rzeszowskim i krakowskim w obrębie pasa granicznego, przewidzianego w rozporządzeniu Prezydenta Rzeczypospolitej z dnia 23 grudnia 1927 o granicach Państwa (Dz. U. R. P. z 1937 r. Nr 11, poz. 83), oraz w powiatach: biłgorajskim, krasnystawskim i lubelskim województwa lubelskiego oraz brzozowskim i przeworskim województwa rzeszowskiego, jeżeli nie pozostają w faktycznym władaniu właścicieli. Art. 3 ust. 1 stanowił zaś: „O przejęciu nieruchomości ziemskich na własność Państwa orzeka powiatowa władza administracji ogólnej”. Kwestię mienia ukraińskich organizacji świeckich i wyznaniowych oraz osób prawnych uregulował dekret z dnia 28 września 1949 o zmianie dekretu z dnia 5 września 1947 o przejściu na własność Państwa mienia pozostałego po osobach przesiedlonych do ZSRR, zgodnie z którym: „Na własność Skarbu Państwa przechodzi również mienie osób prawnych, których istnienie lub działalność wskutek przesiedlenia do ZSRR ich członków lub osób tą działalnością objętych stała się bezprzedmiotowa. Do stwierdzenia tej okoliczności powołana jest władza właściwa do sprawowania nadzoru państwowego nad daną kategorią osób prawnych”. Powyższe dekrety utraciły moc na podstawie art. 18 ustawy z dnia 26 października 1971 o uregulowaniu własności gospodarstw rolnych (Dz.U.1971.27.250).
Przejęty sprzęt wykorzystywano, wynajmując go miejscowym rolnikom do robót polowych, powierzano na przechowanie z prawem użytkowania, lub magazynowano z przeznaczeniem na pomoc przyszłym osadnikom.

### Obóz w Jaworznie
Inteligencję, księży greckokatolickich, osoby podejrzane o współpracę z UPA i organizacjami nacjonalistycznymi oraz często także osoby przypadkowe, kierowano z punktów zbornych do więzień lub Centralnego Obozu Pracy w Jaworznie, utworzonego w kwietniu 1947. W obozie tym znalazło się prawie 3873 więźniów (2781 Ukraińców – w tym 823 kobiety, 22 księży greckokatolickich, 3 księży prawosławnych), z czego ponad 150 zmarło. Obóz w Jaworznie był w rzeczywistości byłym obozem koncentracyjnym (filia KL Auschwitz). Po II wojnie światowej obóz został zaadaptowany na potrzeby nowego reżimu decyzją Biura Politycznego KC PPR. Centralny Obóz Pracy w Jaworznie funkcjonował jeszcze do stycznia 1949. Później wśród skazanych w obozie tym znaleźli się przede wszystkim polscy działacze niepodległościowi, żołnierze AK, górnicy, Niemcy i Ślązacy.

### Stacje załadowcze
Stacji załadowczych było początkowo 12:
- Nowy Łupków i Łukawica (na terenie działania KBW)
- Besko i Komańcza (6 DP)
- Szczawne-Kulaszne-Wysoczany, Pisarowce i Zagórz (7 DP)
- Załuż i Olszanica (8 DP)
- Sanok, Przeworsk i Bełżec (9 DP)

Później doszło jeszcze kilka, między innymi Werbkowice, Chotyłów.
Za sprawy związane z bezpieczeństwem wysiedlanych, organizacją zaopatrzenia, transportem kolejowym, opieką medyczną odpowiadał komendant stacji załadowczej ze swoim zastępcą ds. polityczno-wychowawczych. Podlegali mu:
- dowódca ochrony przesiedlonych w punkcie załadowczym
- kierownik załadowczy (przygotowywał dokumenty podróży i odprawiał składy)
- dowódca kolumny transportowej (dowożącej wysiedlonych z punktów zbornych)
- kierownik PUR (organizował przygotowywanie i wydawanie posiłków, stawianie namiotów, zapewniał pomoc sanitarną).

Grupy docierające do punktu załadowczego przyjmował komendant. Sprawdzał on zgodność wykazu ze stanem faktycznym i w obecności przedstawiciela PUR potwierdzał ich odebranie. Następnie wspólnie z nim ustalał skład rodzin do poszczególnych transportów, a urzędnicy PUR wystawiali zaświadczenia przesiedleńcze na temat zabranego mienia ruchomego i pozostawionego nieruchomego, co miało posłużyć do ustalenia wielkości otrzymywanego gospodarstwa w nowym miejscu i wysokości ekwiwalentu za pozostawione mienie.
Od chwili skompletowania konwoju i opuszczenia stacji załadowczej za przesiedleńców i ich bezpieczne dostarczenie na miejsce odpowiadał dowódca konwoju. Zabierał on z sobą wykaz przesiedleńców i ich mienia oraz dwie zalakowane koperty. W jednej znajdowała się nazwa końcowej stacji rozdzielczej, w drugiej wskazówki dla kierownika punktu rozdzielczego – czy rodziny z danego transportu można osiedlać w małych grupkach, czy też wyłącznie pojedynczo.

### Punkty rozdzielcze
Punkty rozdzielcze znajdowały się w Olsztynie, Szczecinku, Poznaniu i Wrocławiu.
W punktach tych organizowano pomoc sanitarną i żywnościową. Decydowano również, na który punkt rozładowania ma się udać transport. W każdym punkcie rozdzielczym znajdował się oddział wojskowy liczący 50 żołnierzy, spełniający funkcje wartownicze i porządkowe.
Kierownik punktu rozdzielczego prowadził ewidencję „chłonności powiatów”. W przypadku całkowitego zasiedlenia powiatu kierownik wykreślał powiat ze spisu i zaprzestawał wysyłania tam transportów.

### Stacje rozładowania
Stacje rozładowania były chronione przez oddziały wojskowe liczące 25 żołnierzy. Na czele każdej stał kierownik stacji rozładowania. Nadzorował on rozdzielanie ludności do poszczególnych powiatów i gromad, zwracając uwagę na kategorie bezpieczeństwa (A, B, C). Rozlokowywaniem przesiedleńców zajmowali się wójtowie.
Po przybyciu transportu do stacji rozładowania ludność z reguły czekała kilka dni (zwykle 2–7) na przewiezienie do miejsca osiedlenia.

### Osiedlanie
Ludność osiedlano na podstawie Planu Ewakuacyjnego z dnia 18 kwietnia 1947, opracowanego przez Ministerstwo Ziem Odzyskanych. Przewidywał on rozmieszczenie wysiedleńców w województwie szczecińskim i olsztyńskim. Zarządzenie Departamentu Osiedleńczego MZO z 27 czerwca 1947 zabraniało osiedlania przesiedleńców:
- w pasie 50 km od granic lądowych państwa[6]
- w pasie 10 km od starych granic (z 1939 roku)[6]
- w pasie 30 km od wybrzeża morskiego[6]
- w odległości mniejszej niż 30 km od miast wojewódzkich[6]

Pismo ministra MZO z dnia 31 lipca 1947 nakazywało dodatkowo, aby przesiedleńców o ujemnej opinii osiedlać najwyżej po jednej rodzinie z jednego transportu na gromadę. Rodziny o opinii pozytywnej mogły być osiedlane po kilka łącznie, przy czym liczba osób nie mogła przekroczyć 10% mieszkańców danej gromady.
Wkrótce po rozpoczęciu wysiedleń okazało się, że nie da się osiedlić takiej liczby ludności w zgodzie z tymi przepisami. Władze terenowe powszechnie je więc naruszały.
Po przyjeździe do stacji rozładowania i odbiorze od kierownika stacji ludnością zajmowali się wójtowie.
Ponieważ powszechny był brak wpisanej kategorii bezpieczeństwa na listach przesiedleńców, wójtowie często sami decydowali o przyznaniu takiej kategorii, lub też nie zwracali na nią uwagi.
Rodziny z kategorią A i B polecono osiedlać po jednej na wieś lub folwark. Dopiero wobec braku miejsca do zasiedlania zezwolono na dosiedlanie kilku rodzin z kategorii C, pod warunkiem, że rodziny te pochodziły z różnych regionów, i nie znały się wcześniej.
W sumie osiedlono 95 846 osób pochodzących z województwa rzeszowskiego i 44 728 osób pochodzących z województwa lubelskiego (nie podano danych z województwa krakowskiego).

## Konsekwencje operacji

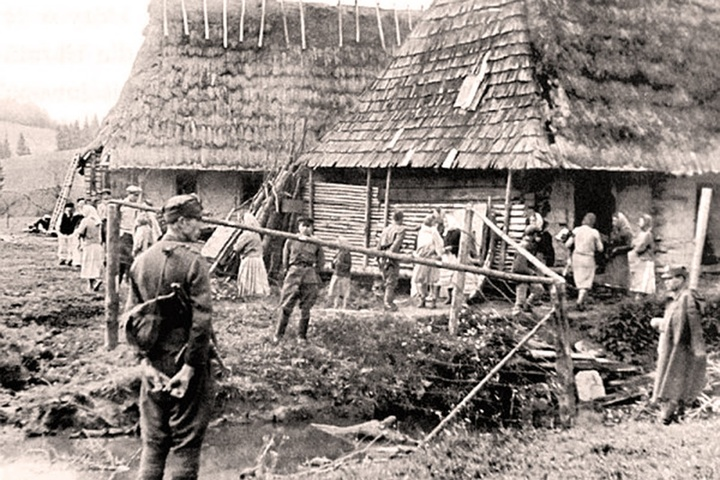
Deportacja Ukraińców w ramach akcji „Wisła”, kwiecień 1947 r.

Chociaż w dyrektywie nr 7 gen. Żymierski jasno poinstruował gen. Mossora, że głównym celem Akcji „Wisła” są przesiedlenia, a bezpośrednia walka z UPA jest celem ubocznym, drugorzędnym, to w rezultacie akcji „Wisła” UPA straciła około 70% stanów osobowych i bazę zaopatrzeniową (praktycznie całą siatkę cywilną) na obszarze wokół Rzeszowa i województwa rzeszowskiego. Niedobitki oddziałów UPA po akcji Wisła przedostały się przez Czechosłowację do brytyjskiej strefy okupacyjnej w Niemczech.
Jej konsekwencją było częściowe wyludnienie obszarów Roztocza, Pogórza Przemyskiego, Bieszczadów i Beskidu Niskiego oraz zniszczenie dziedzictwa kulturowego tych regionów. Przestało całkowicie istnieć kilkadziesiąt miejscowości.

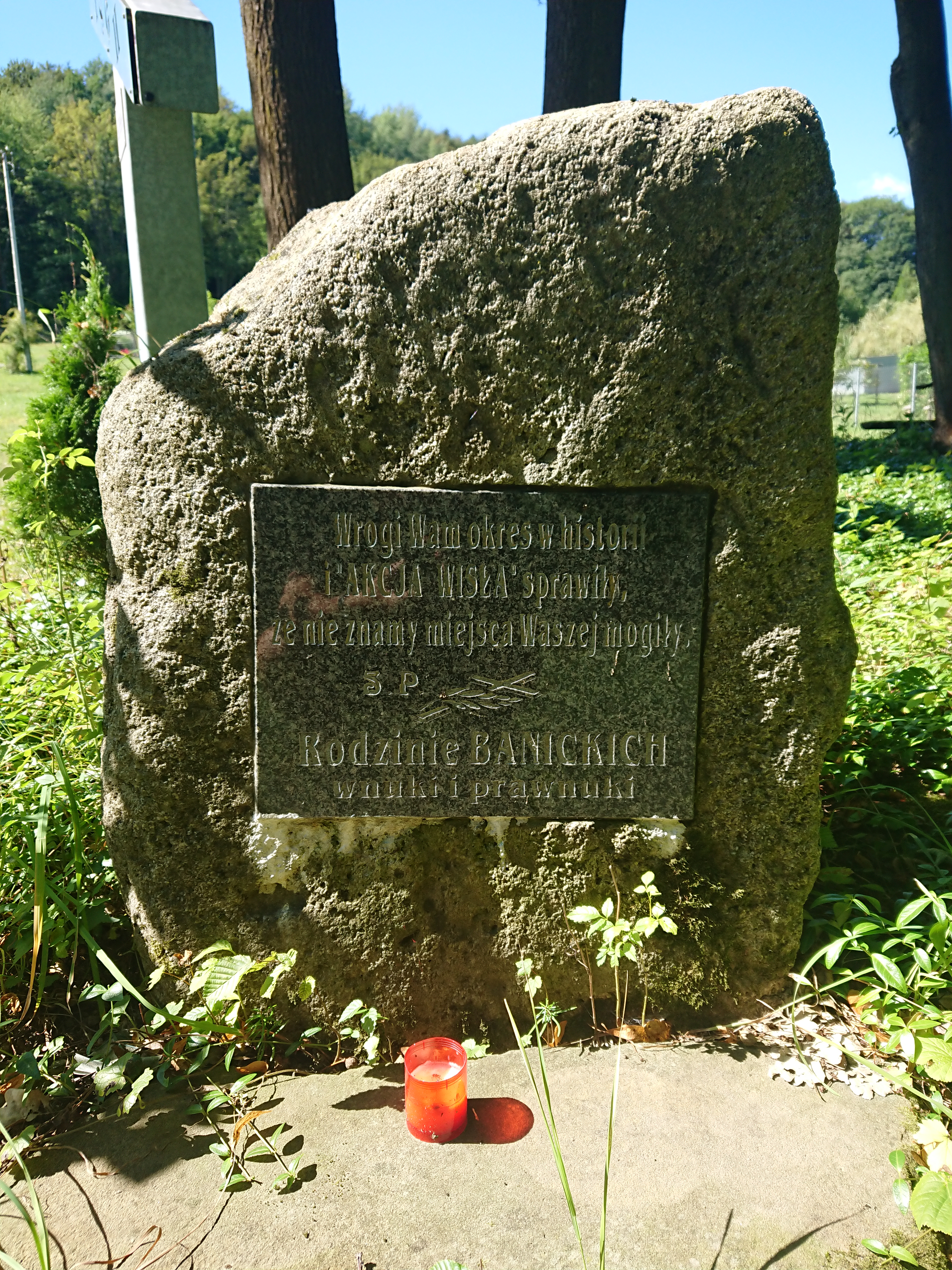
Kamień pamiątkowy ku czci rodziny Banickich, ofiar akcji „Wisła”, na cmentarzyku łemkowskim koło cerkwi w Szymbarku

Na „zachód” wyjeżdżali również Polacy, którzy opuszczali swe rodzinne strony z powodu braku perspektyw rozwoju tych terenów po spaleniu wsi i miasteczek przez oddziały UPA.
Akcja wiązała się też z nieuchronną utratą dobytku ruchomego i nieruchomości przesiedleńców oraz w większości przypadków znacznym pogorszeniem warunków bytowania, jak również z całkowitą dezorganizacją życia rodzinnego. Po przybyciu na tereny Ziem Odzyskanych przesiedleńcy otrzymywali mienie porzucone oraz domy po wysiedlonych na zachód Niemcach. W wielu przypadkach były to jednak domy uszkodzone lub zrabowane przez szabrowników lub pierwszych przesiedleńców. Dochodziło do kwaterowania kilku rodzin w jednym domu lub osiedlania w stajniach i innych budynkach gospodarczych.

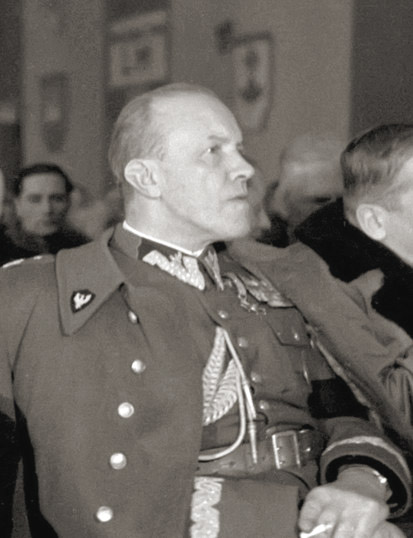
Gen. Stefan Mossor – dowódca Grupy Operacyjnej „Wisła”

Nie jest prawdą, iż zdecydowanie negatywną ocenę Akcji „Wisła” wydało Kolegium Ministerstwa Spraw Wewnętrznych w trakcie posiedzenia z dnia 5 czerwca 1956 roku. W protokole z posiedzenia kolegium zawarta jest co prawda wypowiedź dowódcy Wojsk Wewnętrznych gen. Juliusza Hübnera (Hibnera) iż popełniliśmy ogromny błąd w stosunku do ludności ukraińskiej, stosując przeciwko niej ostre represje, ale należy podkreślić, iż to właśnie Juliusz Hübner jako zastępca dowódcy Grupy Operacyjnej gen. Stefana Mossora był w dużej mierze odpowiedzialny ze te „ostre represje”. Inni uczestnicy tego posiedzenia (Wolański, Dobieszak, Antosiewicz, Fijałek, Sosna, Nakoniecznik, Broniatowski, Sznek) nie podzielili tej tak radykalnej oceny. Obecny na tym spotkaniu Komendant Główny MO Stanisław Wolański odnosząc się do wypowiedzi Hübnera powiedział: Zgadzam się z tow. Hibnerem, że w owym czasie akcja „W” była nieuchronną koniecznością. Innej drogi nie było. Bezskutecznie rzucano z frontu dywizje. Warunki terenowe, pomoc absolutnie całej ludności [dla UPA] stworzyły konieczność poderwania bazy, aby można było zlikwidować bandy. Nie uważam jednak za słuszne występowanie z krytyczną oceną tych spraw. To nie jest tylko zagadnienie Ukraińców. Dając taką ocenę, musimy zahaczyć o problem Niemców wysiedlonych na zachód. Ponadto ocena taka byłaby niesłuszna, tym bardziej, że nie mamy praktycznych możliwości pełnego zadośćuczynienia.

## Akcja osiedleńcza ludności polskiej
Jednocześnie z akcją wysiedleńczą rozpoczęto w województwie rzeszowskim akcję skupiania i osiedlania ludności polskiej. Do 30 czerwca 1946 utworzono 28 nowych posterunków MO i przystąpiono do tworzenia następnych 53. W 61 wsiach zorganizowano ORMO w sile 1778 członków.
Utworzono jednocześnie Wojewódzki Komitet Zasiedleńczy, w którego skład weszli przedstawiciele administracji wojewódzkiej, PUR i władz wojskowych. Rozpoczął działalność 12 czerwca 1947. Komitet mianował pełnomocników powiatowych. Do 30 czerwca 1947 osiedlono 6600 osadników, a do 30 lipca – 13 500. Było to dużo mniej, niż zaplanowały władze.
W celu wzmocnienia bezpieczeństwa i nadzoru nad procesem osadniczym w Baligrodzie, Birczy i Lubaczowie rozlokowano po jednym batalionie KBW.

## Współcześnie
- W 1990 Akcję „Wisła” potępił Senat Rzeczypospolitej Polskiej.
- W 2002 Prezydent Rzeczypospolitej Polskiej Aleksander Kwaśniewski wyraził ubolewanie z powodu przeprowadzenia tej akcji.
- W styczniu 2007 Światowy Kongres Ukraińców zażądał od Polski oficjalnych przeprosin za akcję „Wisła”, jak również wypłacenia odszkodowań dla jej ofiar[34].

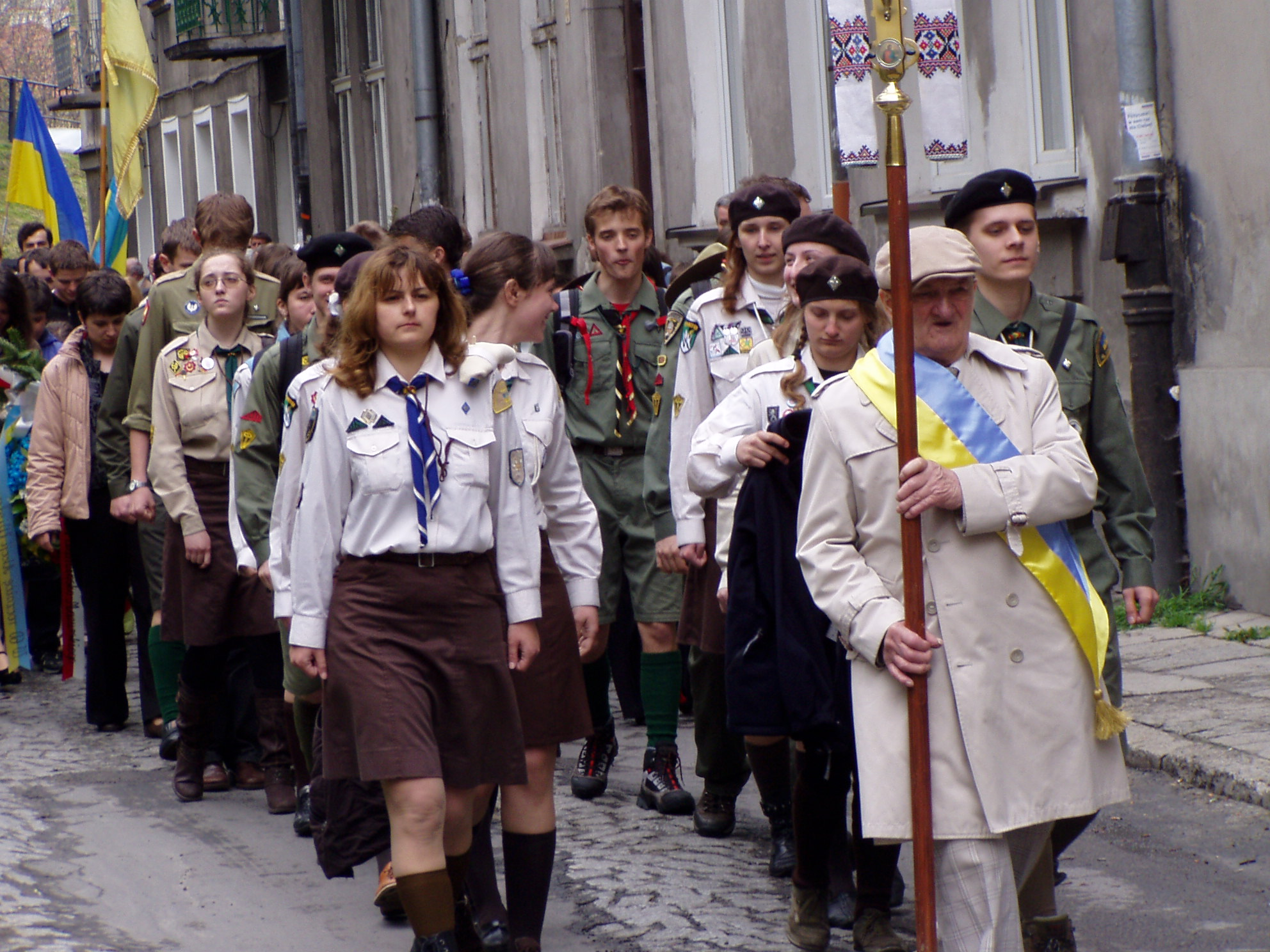
Marsz ukraińskich płastowców w Przemyślu w dniu 29 kwietnia 2007 upamiętniający 60 rocznicę akcji „Wisła”

- 24 lutego 2007, Przemyśl, Konferencja naukowa poświęcona akcji „Wisła”, przyczyny, przebieg, konsekwencje[35].
- 27 lutego 2007 Prezydent Polski Lech Kaczyński i Prezydent Ukrainy Wiktor Juszczenko we wspólnym oświadczeniu[36] potępili akcję „Wisła”[a][b] i stwierdzili, że była ona sprzeczna z podstawowymi prawami człowieka[36]. Prezydent Juszczenko stwierdził 27 kwietnia 2007, iż „winowajcą tej operacji był totalitarny reżim komunistyczny”[37].

28 kwietnia 2007 oświadczenie wywołało reakcję polskich historyków; Grzegorz Motyka z PAN stwierdził, iż polskie władze musiały i miały prawo zwalczać UPA, która dążyła do okrojenia terytorium Polski, ale nie może to usprawiedliwiać zastosowania odpowiedzialności zbiorowej. Z kolei Ewa Siemaszko zauważyła, iż jako jedynego winowajcę poczucia krzywdy związanej z akcją „Wisła” dostrzega się komunistyczne władze, natomiast pomija się antypolski program i działalność OUN-UPA.
W 2017 kierowane przez Mariusza Błaszczaka MSWiA odmówiło wsparcia finansowego dla wszystkich projektów zgłoszonych przez organizacje mniejszości narodowych z okazji obchodów 70. rocznicy Akcji Wisła. Związek Ukraińców w Polsce przeprowadził wówczas zbiórkę na społeczne obchody. Obchody odbyły się 28 kwietnia – 1 maja 2017 w Przemyślu bez udziału władz państwowych. Do Przemyśla przyjechała delegacja parlamentarzystów Platformy Obywatelskiej z Bogdanem Borusewiczem.
28 kwietnia 2017 w Przemyślu grupa 142 polskich intelektualistów (m.in. Adam Michnik, Krystyna Zachwatowicz-Wajda, o. Józef Puciłowski, ks. Alfred Wierzbicki) złożyła oświadczenie z okazji rocznicy „Akcji Wisła”, potępiające przeprowadzoną wówczas czystkę etniczną.

## Zobacz też

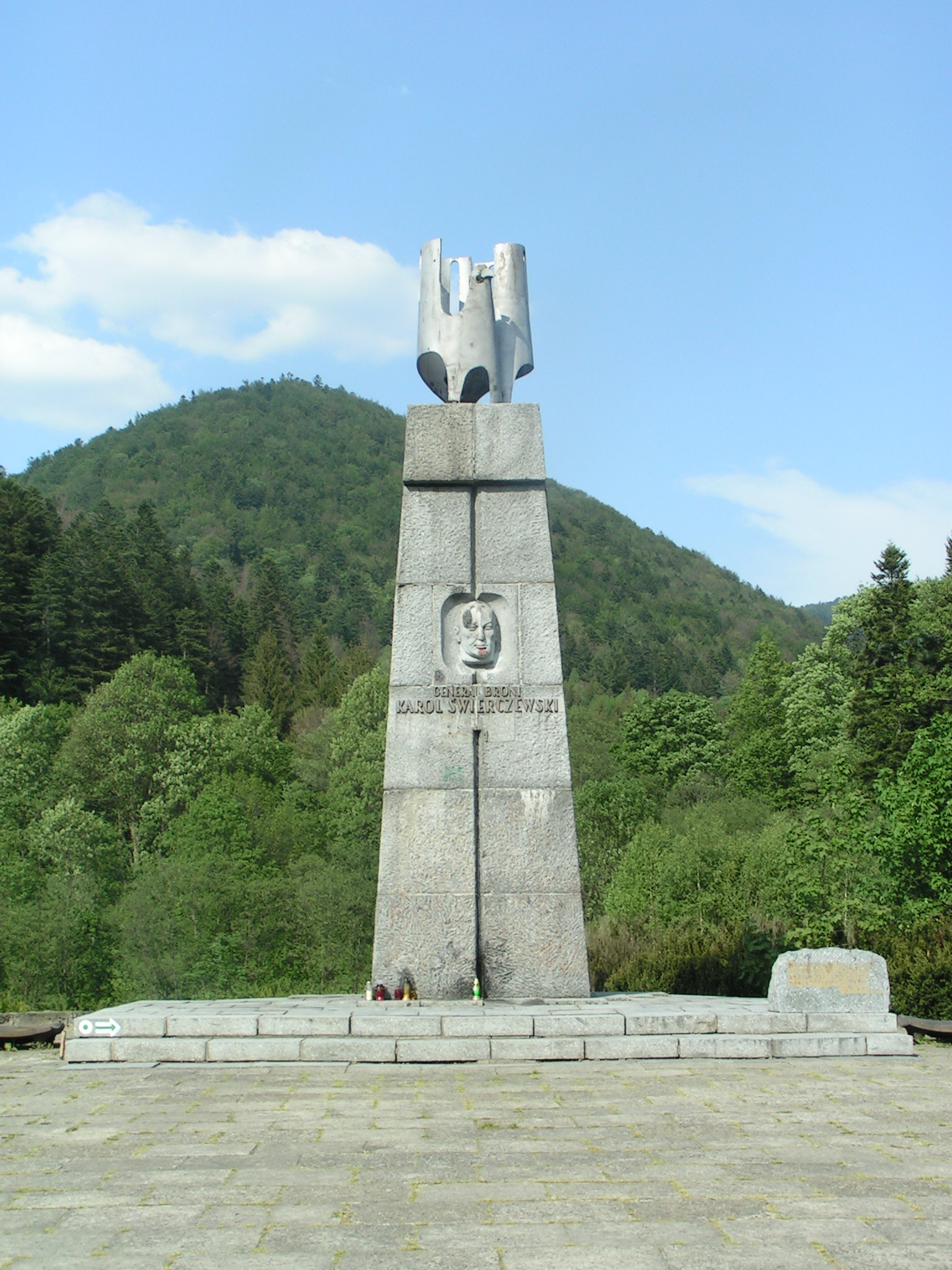
Nieistniejący pomnik gen. Karola Świerczewskiego w Jabłonkach, za pomnikiem Góra Walter